# Karel Cannaerts
Karel Cannaerts (Mechelen, 20 oktober 1913 - Mechelen,1 maart 1998) was een Belgisch voetballer. Hij speelde van 1931 tot 1944 als keeper 192 wedstrijden voor RFC Malinois. De eerste jaren was hij reservekeeper naast Alfons Truyts, maar vanaf 1935/36 werd hij eerste keeper. In 1944/45 werd hij opgevolgd door Jan Smits.
Ondanks de oorlog werd er toch gevoetbald en de Antwerpse clubs bleven succesvol. Niet alle competities verliepen echter vlekkeloos. In 1939/40 en 1944/45 werd de competitie niet volledig afgewerkt. In 1940/41 werd er een officieuze competitie gehouden, die door Lierse werd gewonnen. Het seizoen erop werd een volwaardige competitie gespeeld, waarin Lierse ditmaal een officiële titel pakte. Ook de volgende twee seizoenen werd een officiële competitie gespeeld. In 1943 won een andere club uit de provincie Antwerpen zijn allereerste titel, namelijk KV Mechelen. In dit seizoen speelde keeper Cannaerts 30 wedstrijden. Kort na de oorlog werd KV Mechelen nog tweemaal kampioen. Ook Antwerp pakte tijdens de oorlog nog een landstitel. In 1942 had men de competitie opnieuw uitgebreid met twee clubs, zodat er nu 16 ploegen in de hoogste afdeling speelden. In het eerste seizoen na de oorlog werden de clubs die tijdens de oorlog gedegradeerd waren toegelaten tot de Ere Afdeling, zodat de competitie 19 clubs telde, maar na twee seizoenen werd dit weer naar 16 afgeslankt.

## Interlandcarrière
Karel Cannaerts speelde zijn eerste interland, weliswaar voor België B, op 29 Januari 1939 tegen Luxemburg. De Belgen verloren de wedstrijd met 5-3 met doelpunten op naam van Arthur Ceuleers, Albert De Cleyn & Meersmans.